# 日本戈那蛛
日本戈那蛛（学名：Gonatium japonicum）为皿蛛科戈那蛛属的动物。分布于日本以及中国大陆的等地。该物种的模式产地在日本。其种加词“japonicum”意为“日本的”。